# 신비로운 여인
신비로운 여인(The Mysterious Lady)은 미국에서 제작된 프레드 니블로 감독의 1928년 영화이다. 그레타 가르보 등이 주연으로 출연하였다.

## 출연

### 주연
- 그레타 가르보
- 콘라드 나이젤

### 조연
- 리처드 알렉산더
- 구스타프 본 세이퍼티츠